# Miray Cin
Miray Cin (* 5. Juli 2001 in Bottrop) ist eine deutschtürkische Fußballspielerin und A-Nationalspielerin des türkischen Fußballverbandes.

## Karriere

### Vereine
Cin begann im Alter von 14 Jahren in der Jugendabteilung der SGS Essen mit dem Fußballspielen, blieb dort vier Jahre lang und wechselte zum VfL Wolfsburg, für deren Zweite Mannschaft sie von 2018 bis 2020 in 17 Punktspielen in der 2. Bundesliga eingesetzt wurde. Ihr Debüt im Seniorinnenbereich gab sie am 14. Oktober 2018 (5. Spieltag) beim 3:1-Sieg im Heimspiel gegen die SGS Essen II mit Einwechslung für Rita Schumacher zur zweiten Halbzeit. Ihr erstes von zwei Toren erzielte sie zum Auftakt der Folgesaison am 11. August 2019 beim 5:2-Sieg im Auswärtsspiel gegen den Liganeuling SG 99 Andernach mit dem Treffer zum 4:2 in der 87. Minute.
Zur Saison 2020/21 wurde sie vom Bundesligisten MSV Duisburg verpflichtet. In ihrer Bundesligapremierensaison bestritt sie 16 von 22 Punktspielen und debütierte am 6. September 2020 (1. Spieltag) beim torlosen Unentschieden im Heimspiel gegen den Liganeuling SV Meppen mit Einwechslung für Nina Lange in der 66. Minute. In der Folgesaison spielte sie – Abstieg bedingt – in der 2. Bundesliga und kehrte mit ihrer Mannschaft als Zweitplatzierter in die Bundesliga zurück. Im Wettbewerb um den DFB-Pokal kam sie in drei aufeinander folgenden Saisons jeweils in zwei Runden zum Einsatz.
Infolge des Abstiegs des MSV und des Rückzugs aus dem Profifußball im Sommer 2024 wurden die Verträge der Spielerinnen aufgelöst.
Am 29. August 2024 gab der SC Freiburg ihre Verpflichtung bekannt. Noch im Januar 2025 wechselte sie zu Borussia Mönchengladbach in die zweite Bundesliga.

### Nationalmannschaft
Cin debütierte als Nationalspielerin am 28. Oktober 2015 für die U15-Nationalmannschaft des DFB, die in Bingen am Rhein das in Freundschaft ausgetragene Länderspiel gegen die Auswahl Schottlands mit 5:1 gewann; dabei gelang ihr in der 16. Minute das Tor zum 2:0. Für die U16-Nationalmannschaft des DFB bestritt sie am 1. und 3. November 2016 die beiden in Flensburg ausgetragenen und mit 4:0 und 8:0 gewonnenen Länderspiele gegen die U16-Nationalmannschaft Dänemarks. Vom 29. November 2017 bis zum  15. Mai 2018 kam sie in acht Länderspielen für die U17-Nationalmannschaft des DFB zum Einsatz, darunter auch bei der U17-EM 2018 beim 8:0 gegen Litauen.
Für die A-Nationalmannschaft der Türkei debütierte sie am 16. September 2021 im Bahçeşehir Okulları Stadyumu in Alanya beim 1:1-Unentschieden gegen die Nationalmannschaft Portugals; es war das erste ihrer sieben EM-Qualifikationsspiele der Gruppe H. Ihr erstes Länderspieltor erzielte sie am 15. November 2022 in Manavgat beim 5:0-Sieg im Freundschaftsspiel gegen die Nationalmannschaft Jordaniens mit dem Treffer zum 4:0 in der 55. Minute.